# Antonio García Alix
Antonio García Alix (Murcia, 28 de agosto de 1852-Madrid, 29 de noviembre de 1911) fue un abogado y político español. Fue ministro de Instrucción Pública y Bellas Artes durante la regencia de María Cristina de Habsburgo-Lorena y ministro de Hacienda y ministro de la Gobernación durante el reinado de Alfonso XIII. 

## Biografía

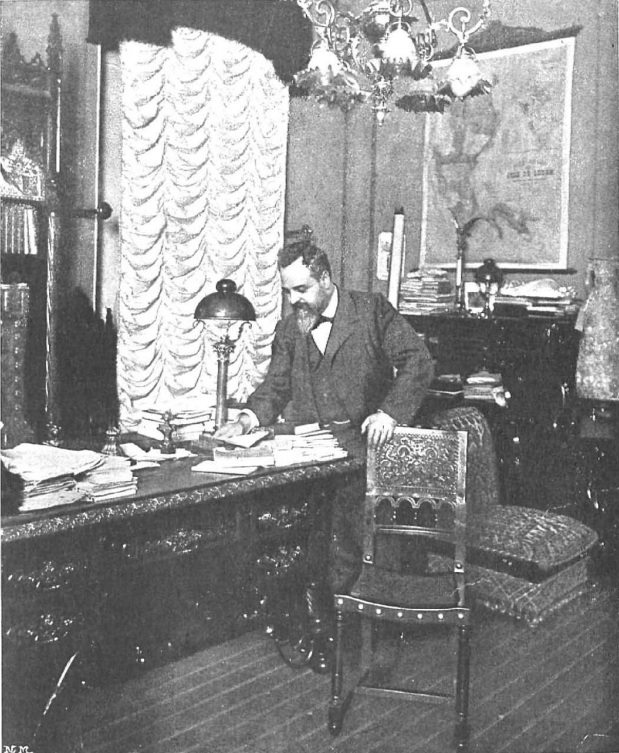
Antonio García Alix, Ministro de Instrucción Pública. Fotografía de Manuel Compañy (1900).

Nació el 28 de agosto de 1852 en Murcia. Tras obtener en 1874 la licenciatura en Derecho, ingresó en 1877 en el Cuerpo Jurídico Militar donde permaneció hasta el inicio de su carrera política como militante en el Partido Conservador.
Fue elegido diputado a las Cortes de la Restauración por el distrito murciano de Yecla en 1886. En 1891 obtendría escaño por el también murciano distrito de Cartagena, plaza que revalidó en 1893, 1896, 1898, 1899, 1901, 1903, 1905, 1907 y 1910.
Fue el primer titular del recién creado Ministerio de Instrucción Pública y Bellas Artes, ocupando la cartera ministerial desde el 18 de abril de 1900 al 6 de marzo de 1901 en un gobierno presidido por Francisco Silvela. Posteriormente ocuparía las carteras de ministro de Gobernación entre el 20 de julio y el 5 de diciembre de 1903 en un gabinete que presidió Raimundo Fernández Villaverde y ministro de Hacienda entre el 27 de enero y el 23 de junio de 1905 nuevamente bajo el gobierno de Villaverde.
En 1902 fue nombrado académico de la Real Academia de Bellas Artes de San Fernando, versando su discurso de ingreso sobre su paisano Francisco Salzillo. Ese mismo año, en diciembre, fue nombrado gobernador del Banco de España. Entre septiembre de 1908 y octubre de 1909 ocupó nuevamente el cargo de gobernador del Banco de España. Tiene calle dedicada en Murcia.
Falleció el 29 de noviembre de 1911 en el número 11 de la madrileña calle de Hermosilla. Fue enterrado en el patio de Santa Gertrudis del cementerio de San Justo, sección tercera, n.º 191.